# کالن اکرمن
کالن اکرمن (به انگلیسی: Kalen Ockerman) هنرمند و نقاش امریکایی در سال ۱۹۷۱ در سانتا کروز، کالیفرنیا به دنیا آمد. او بیشتر به خاطر نقاشی‌های گرافیکی خیابانی اش و تلاش در گسترش هنر خیابانی شناخته شده است.

## سابقه کاری
در سال 2004، میر به هنرمندان شپرد فیری و رابی کانال پیوست تا مجموعه‌ای از پوسترهای «ضد جنگ، ضد بوش» را برای کمپین هنری خیابانی به نام «انقلاب باش» برای گروه هنری Post Gen تولید کند.
در سپتامبر 2012، یک نقاشی خیابانی موقت در خیابان Hanbury، لندن، با عنوان آزادی برای انسانیت (Freedom for Humanity) کشید. این نقاشی چندین تاجر و بانکدار را نشان می‌دهد که زیر چشم جهان‌بین (تک چشم فراماسونرها)، دور یک میز در حال شمردن پول هستند، میزی که بر دوش چندین سیاه‌پوست قرار گرفته است. یکی از اعضای شورای محلی آن را به تبلیغات یهودی ستیزانه در آلمان قبل از جنگ تشبیه کرد و آنچه به عنوان تصویرهای کلیشه ای یهودیان، همراه با اشاره به امور مالی و انجمن های پولی و چشم ماسونی وجود دارد، 